# Ворксвил (Пенсилванија)
Ворксвил (енгл. Forksville) град је у америчкој савезној држави Пенсилванија.

## Демографија
По попису из 2010. године број становника је 145, што је 2 (-1,4%) становника мање него 2000. године.
| Група             | 2000.       | 2010.       |
| Белци             | 140 (95,2%) | 137 (94,5%) |
| Афроамериканци    | 0 (0,0%)    | 3 (2,1%)    |
| Азијати           | 0 (0,0%)    | 0 (0,0%)    |
| Хиспаноамериканци | 0 (0,0%)    | 0 (0,0%)    |
| Укупно            | 147         | 145         |